# Franz Xaver Bergmann

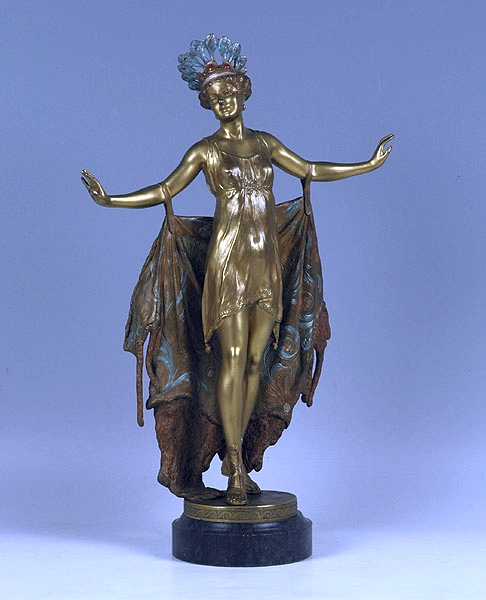
Skulptur Tanzendes Mädchen, von Franz Xaver Bergmann, um 1936

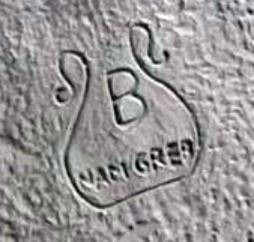
Kennzeichen der Gießerei mit einem „B“

Franz Xaver Bergmann (27. Juli 1861 – 1936) war ein österreichischer Kunstgießer und einer der bekanntesten Vertreter der Wiener Bronze. Er war einer der wichtigsten Vertreter des Ästhetizismus.

## Leben
Sein Vater Franz Bergmann d. Ä. wurde in Gablonz, Nordböhmen geboren. Er arbeitete dort als Metallarbeiter. Er wanderte nach Wien, wo er im Jahre 1860 eine kleine Bronzegießerei gründete. Sein Sohn Franz Xaver Bergmann arbeitete als Bronzegießer. Das Kennzeichen war ein stilisiertes doppeltes „B“ mit der Schrift „Geschützt“.
Seine Werkstatt stellte eine große Anzahl von kleinformatigen, künstlerischen Skulpturen in Form von Tänzern, Menschen aus dem Orient oder Tieren her. Die Farbe wurde kalt aufgemalt. Die Stücke aus der Gießerei Bergmann wurden zu Sammlerstücken. Einige seiner Arbeiten werden dem Art déco zugeordnet.
Das Unternehmen schloss während der 1930er Jahre wegen der Großen Depression, welches jedoch einige Jahre später von Sohn Robert Bergmann bis zu seinem Tod 1954 wiedereröffnet wurde. Die Gussformen und das Inventar wurden 1960 vom Unternehmen Karl Fuhrmann & Co. übernommen und wurden bis 2012 weiterhin gegossen. Zusätzlich zur Marke von Bergmann prägte man einen Diamanten mit den Buchstaben „Kf“, der für die Karl Fuhrmann & Co. steht. Die Produktion wurde von Ilse Fuhrmann, Karls Frau bis zu ihrem Tod im Jahr 2015, weitergeführt. Ihre Enkelin, Rita Peregi (ehem. Fuhrmann) übernahm 2011 den Betrieb und führt seitdem den Traditions Kunsthandwerksbetrieb im 15. Bezirk unter 'Bergmann Wiener Bronzen' weiter.